# Gneo Seio

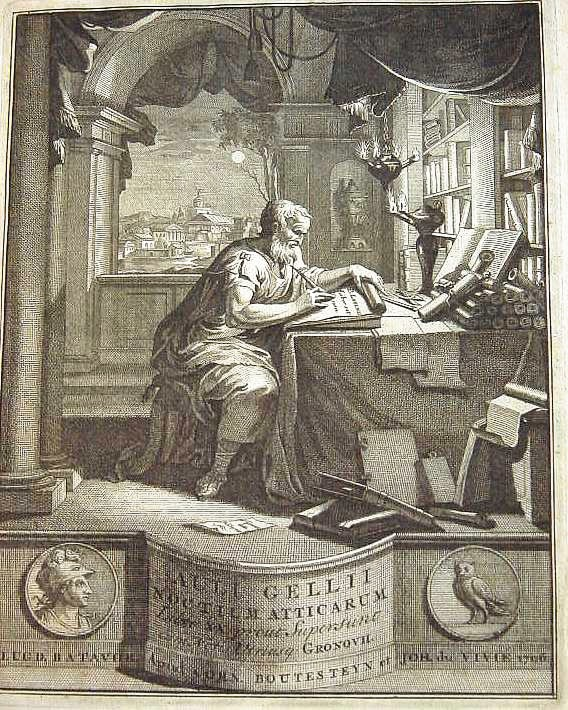
Aulo Gellio

Gneo Seio fu un nobile romano di cui si narra nell'opera Noctes Atticae (III, 9) di Aulo Gellio, famoso per aver posseduto un cavallo (detto appunto cavallo di Seio) dotato di grandissima bellezza che tuttavia sarebbe divenuto la causa di altrettanto grandi sfortune per chi ne fosse venuto in possesso.

## Storia e curiosità
Il cavallo di Seio proveniva dalla città di Argo che da Pindaro venne definita “la città dei cavalli” (Istmiche VII, 16) e nell'Odissea “pascolo di cavalli”. Il legame della città con l'animale deriva da un mito di Eracle; questo narra che dopo l'uccisione del tracio Diomede, il crudele re dei Bistoni,  (da non confondere con l'eroe Diomede) ne avesse catturato le cavalle, dotate di ineffabile bellezza ma notoriamente antropofaghe, e le avesse portate appunto ad Argo.
Quello di Seio era un discendente di questi cavalli. Gellio infatti narra che lo fece arrivare da Argo, allettato dalla bellezza e inusuale grandezza del suo corpo e per lo splendore della sua criniera, destando l'ammirazione di tutti. Da quel momento però Seio cominciò ad essere vessato dal fato e l'apice di queste vessazioni si ebbe solo con il termine della sua vita, cosa che accadde quando fu accusato ingiustamente di furto dal triumviro Marco Antonio e per questo giustiziato. Il cavallo però, anche dopo la morte di Gneo, non terminò di causare sciagure; il console Publio Cornelio Dolabella infatti comprò il cavallo per centomila sesterzi, ma quando giunse in Siria, dove andava per portar guerra al re Antioco, fu ucciso durante la battaglia. Scrive poi Gellio che, dopo la morte di Cornelio,  passò a Gaio Cassio Longino e poi a Marco Antonio che ne venne in possesso dopo che ebbe ucciso Cassio. Come è noto, anche Antonio terminerà la sua vita  miseramente. Per questi fatti l'espressione “possedere il cavallo di Seio” (ille homo habet equum Seianum) è divenuta proverbiale per indicare una persona assai sfortunata.